# 日本貨物 (鹿児島市)
日本貨物株式会社（にほんかもつ）は、鹿児島県鹿児島市に本拠を構える陸運企業である。

## 概要
1956年（昭和31年）12月に鹿児島市にて設立。現在は、鹿児島・加世田・川内・加治木・鹿屋・福岡・鹿児島中央の7事業所を構えている。
グッドマナー・グッドサービスを社是としている。
主な事業としては、一般貨物自動車運送事業（特別積合せ運送事業）、貨物軽自動車運送事業、貨物運送取扱事業を行っており、その他にも産業廃棄物・一般廃棄物の収集・運搬、事務用機器・家庭電気製品の設置工事、損害保険代理業、引越し、庫内商品管理、家電リサイクルなど幅広い事業を展開している。
特に「プロルート・システムサービス」と呼ばれる、利用者の多様なニーズ答えるために様々な技術者を集めた事業に力を入れている。同サービスでは、家電製品の配送・設置・工事、梱包・輸送・家電家具類の据付を含む引越しサービス、食品・部品パーツなどの商品管理・庫内管理業務、現金輸送、パソコンのセットアップ、コピー機・自動販売機・各種事務機器の配送設置、産業廃棄物の収集運搬など多岐にわたっている。

## 事業所等
鹿児島営業所
鹿児島市南栄4丁目11番1
加世田営業所
南さつま市加世田高橋字天文方2066番地243
川内営業所
薩摩川内市湯島町字道久3373-5
加治木営業所
姶良市加治木町小山田字下中原5508-1
鹿屋営業所
鹿屋市今坂町9992-1
福岡営業所
福岡市東区蒲田4丁目18番15号
姶良営業所
姶良市平松字切通3227番2

## 参考サイト
- 日本貨物